# James McDowell

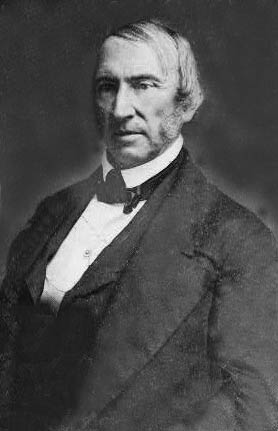
James McDowell

James McDowell (* 13. Oktober 1795 im Rockbridge County, Virginia; † 24. August 1851 bei Lexington, Virginia) war ein US-amerikanischer Politiker und von 1843 bis 1846 Gouverneur von Virginia. Zwischen 1846 und 1851 vertrat er diesen Bundesstaat im US-Repräsentantenhaus.

## Frühe Jahre
James McDowell genoss eine klassische Ausbildung. Unter anderem studierte er an der heutigen Washington and Lee University, der Yale University sowie der Princeton University, an der er im Jahr 1817 seinen Abschluss machte. McDowell studierte anschließend noch Jura und wurde auch als Rechtsanwalt zugelassen, ohne aber jemals diesen Beruf zu ergreifen.

## Politische Laufbahn
McDowell schloss sich der von Andrew Jackson gegründeten Demokratischen Partei an. Zwischen 1831 und 1835 sowie nochmals im Jahr 1838 gehörte er dem Abgeordnetenhaus von Virginia an. Zwischen dem 5. Januar 1843 und dem 1. Januar 1846 war er Gouverneur seines Staates. In dieser Zeit wurde ein Gesetz erlassen, wonach in jedem Bezirk ein kostenloses Schulsystem eingeführt wurde, nachdem zwei Drittel der Wähler dem zugestimmt hatten. Außerdem fiel in McDowells Amtszeit der Beginn des Mexikanisch-Amerikanischen Krieges, zu dem auch Virginia seinen Beitrag leisten musste. Nach dem Tod von William Taylor wurde McDowell zu dessen Nachfolger im Kongress gewählt. Er übte dieses Mandat nach zwei Wiederwahlen zwischen dem 6. März 1846 und dem 3. März 1851 aus.

## Weiterer Lebenslauf
Nach dem Ende seiner Amtszeit im Repräsentantenhaus zog sich McDowell aus der Politik zurück. Er starb noch im selben Jahr auf seinem Anwesen „Col Alto“ bei Lexington. Mit seiner Frau Susanna Smith Preston hatte er neun Kinder. Seine Tochter Sally war bis zu ihrer Scheidung mit Francis Thomas verheiratet, der zwischen 1842 und 1845 Gouverneur von Maryland war und diesen Staat zwei Mal im US-Repräsentantenhaus vertrat. Außerdem war Gouverneur McDowell mit US-Senator Thomas Hart Benton aus Missouri verschwägert.